# 克里特水族馆
水族馆（希臘語：Ενυδρείο Κρήτης, Enidrio Kritis）或海洋世界（希臘語：Θαλασσόκοσμος, Thalassocosmos）是希腊第一座大型水族馆，位于希腊克里特岛Gournes镇附近，在伊拉克利翁以东15公里处，开放于2005年12月。 
克里特水族馆的所在地原为美国空军的伊拉克利翁航空站，由欧洲投资银行和希腊政府共同出资建设。水族馆目前由公共研究机构希腊海洋研究中心运营。其展览重点是地中海地区的海洋动物，包括250多个物种的海洋生物，60多个水箱。

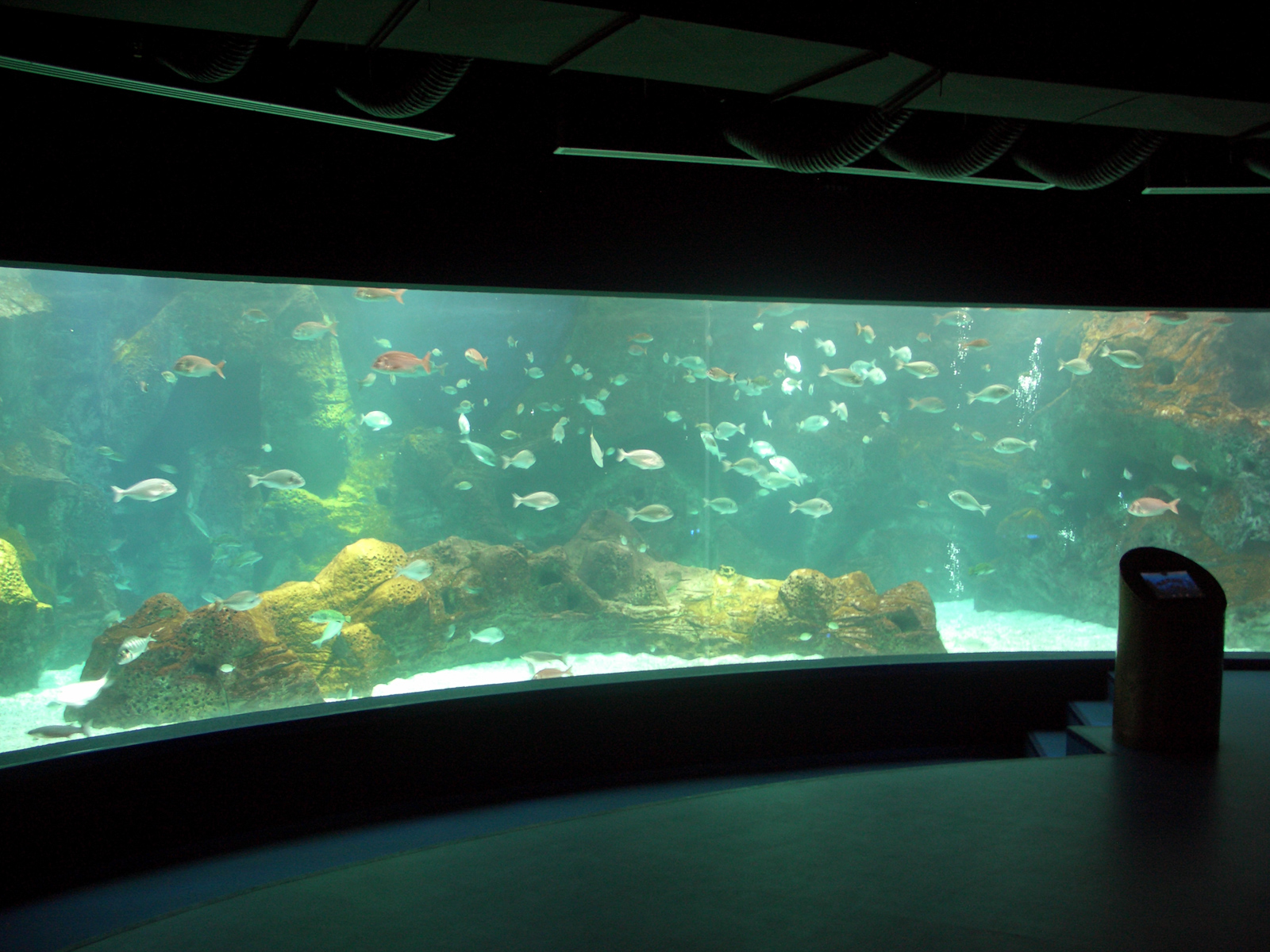